# 李吉 (永樂舉人)
李吉（？—？），山西太原府榆次縣人，明朝政治人物。

## 生平
永樂元年（1403年）癸未科山西鄉試舉人，任壽張縣訓導。